# Ангус Ганн
Ангус Ганн (Ангус Фрейзер Джеймс Ганн) — англійський професійний футболіст, воротар. Виступає за клуб Прем'єр-ліги «Норвіч Сіті».

## Ранній період життя
Ангус народився 22 січня 1996 року в місті Норвіч, Норфолк, у сім'ї колишнього голкіпера та менеджера Браяна Ганна та художниці Сьюзен Ганн. З дитячих років грав у футбол у дитячо-юнацькій академії «Норвіч Сіті».

## Клубна кар'єра
Розпочав свою кар'єру в клубі свого рідного міста Норвіч Сіті, перш ніж перейти до Манчестер Сіті у 2011 році. Трирічний професійний контракт він підписав у червні 2013 року. 
Протягом сезону 2016—2017 провів на лаві запасних, не зігравши жодного матчу. 
У сезоні 2017—2018 його відправили в оренду в «Норвіч». Дебютував у першій команді в першому матчі сезону у грі з Фулгемом. 16 серпня 2017 року вперше зіграв «на нуль», а його команда здобула перемогу з рахунком 2:0 проти «Квінс Парк Рейнджерс» на Керроу Роуд.

### Міжнародна кар'єра
Свій перший виклик до збірної Англії отримав у листопаді 2017 року в товариському матчі проти Бразилії після того, як Джек Батленд покинув поле через травму.